# Palais Thiene Bonin Longare
Le palais Thiene Bonin Longare (en italien : Palazzo Thiene Bonin Longare) est une résidence urbaine d'Andrea Palladio sise à Vicence, dans la province homonyme et la région Vénétie, en Italie.
Le projet est sans doute élaboré en 1572 mais seulement réalisé après la mort de l'architecte, sous la direction de Vincenzo Scamozzi.
Le bâtiment est le siège actuel de la Confindustria Vincenza.
Vingt-quatre villas palladiennes et le centre historique de la ville de Vicence sont inscrits sur la liste du patrimoine mondial de l'UNESCO.

## Historique
Sur l'histoire du palais réalisé pour Francesco Thiene sur la propriété foncière familiale à l'extrémité occidentale de la strada Maggiore (l'actuel corso Palladio), près du château, il subsiste plus de doutes que de certitudes, à commencer par la date exacte de sa construction. À la mort de Palladio, l'édifice n'est pas encore réalisé ; en effet, en 1580, sur un plan de la ville, la Pianta Angelica, apparaissent seulement les vieilles maisons et le jardin. Un document daté de 1586 témoigne du début du chantier et en 1593, à la mort du commanditaire, un tiers du palais est construit.
Enea Thiene, l'héritière des biens de son oncle Francesco, achève les travaux, probablement dans les années 1610.
Le palais est acquis en 1835 par Lelio Bonin Longare.
Dans son traité L'idea della architettura universale, édité à Venise en 1615, Vincenzo Scamozzi écrit avoir mené à bien le chantier de l'édifice sur les bases d'un projet d'un autre architecte, qu'il ne nomme pas, avec quelques variations par rapport aux plans initiaux, dont il ne mentionne pas l'importance. L'architecte dont Scamozzi ne dévoile pas l'identité, est sûrement Andrea Palladio, car deux pages autographes de ce dernier font référence au palais de Francesco Thiene. Elles comportent deux variantes de planimétrie, substantiellement proches de celle de l'édifice actuel, et une esquisse pour la façade, très différente de celle réalisée.
La date à laquelle Palladio formule ses idées pour le palais est incertaine, mais peut être située en 1572 ; elle coïncide avec l'année du partage des biens de famille entre Francesco Thiene et son oncle Orazio et l'attribution au premier du terrain où s'élèvera ensuite l'édifice palladien.

## Description
À l'analyse du bâtiment réalisé, apparaissent différents éléments qui permettent une datation de l'idée dans les années 1570, en raison de beaucoup de similitudes avec le palais Barbaran da Porto, notamment dans le dessin de la partie inférieure de la façade ou dans la grande loggia à double ordre de colonnes donnant sur la cour. Par contre, le flanc, en raison de son affinité avec le palais Trissino al Duomo et même le profond hall, substantiellement indifférent à la grille des ordres, sont peut-être des œuvres de Vincenzo Scamozzi.
Il est intéressant de remarquer que, alors que les pièces situées à droite en entrant résultent 
clairement de la réutilisation des murs préexistants plutôt irréguliers, celles de gauche sont parfaitement régulières et reposent, de toute évidence, sur de nouvelles fondations.

## Galerie

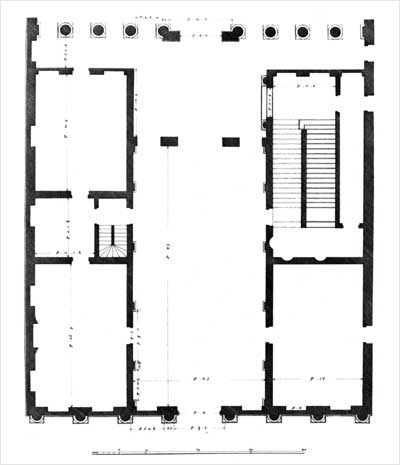
Plan dû à Ottavio Bertotti Scamozzi, 1776
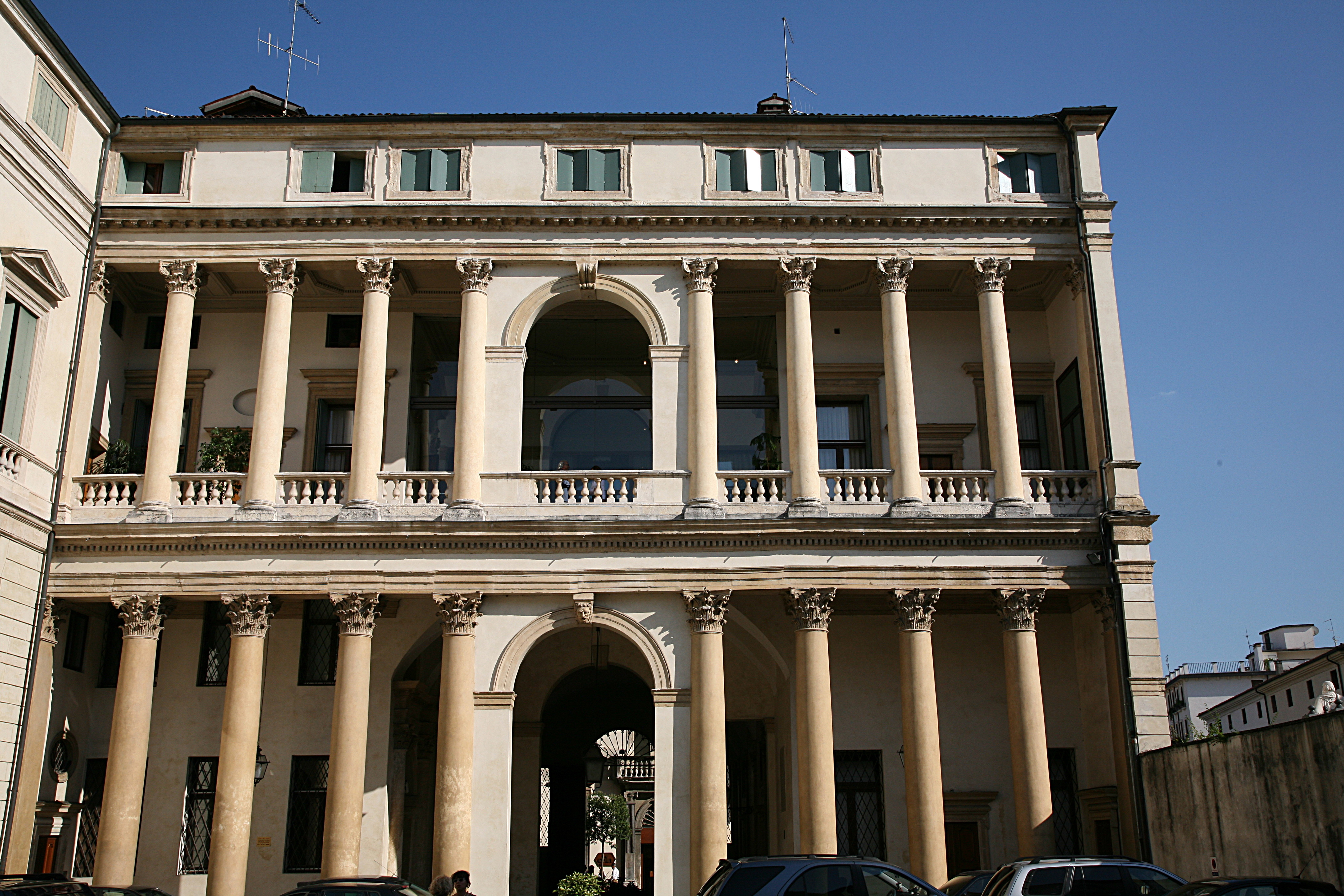
Loggia de la cour, à double ordre de colonnes
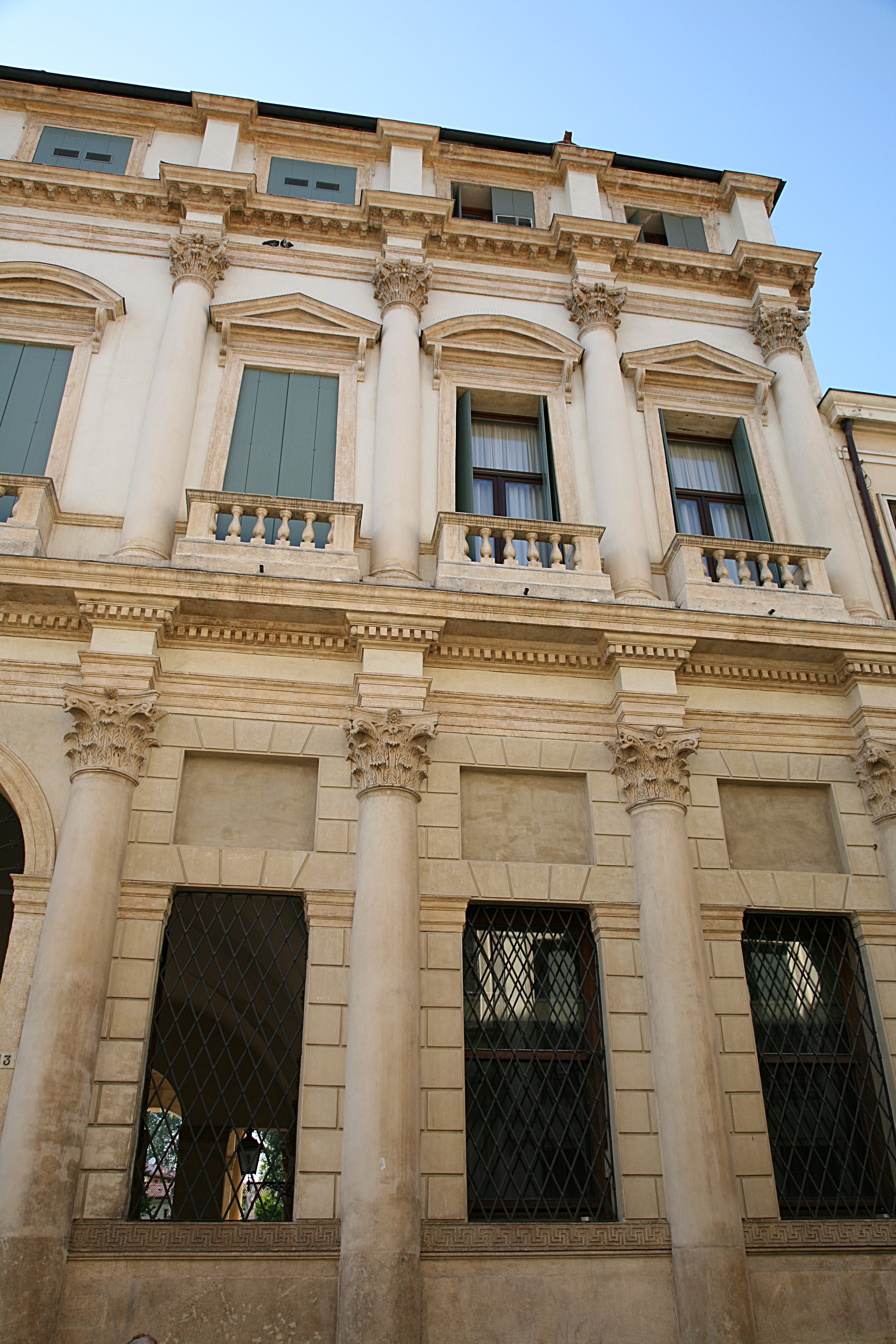
Détail de la façade sur le corso Palladio

## Sources de traduction
- (it) Cet article est partiellement ou en totalité issu de l’article de Wikipédia en italien intitulé « Palazzo Thiene Bonin Longare » (voir la liste des auteurs)  dans sa version du 22 mars 2010]. Il est lui-même issu du texte relatif au palazzo Thiene Bonin Longare, sur le site du CISA, lequel a autorisé sa publication (cf  tkt #2008031210017761)